# 이동국
이동국(한국 한자: 李同國, 1979년 4월 29일 ~ )은 대한민국의 전 축구 선수이자, 현 축구인 겸 방송인으로 현역시절 포지션은 스트라이커였다.  2007년 개명 전까지는 한자표기로 李東國 을 썼으며 2023년 1월 18일 대한축구협회 부회장에 선임되었다가 약 3개월만에 사임한 뒤 현재 중앙대학교사범대학 부속고등학교 코치를 맡고 있다.
2009년부터 2020년까지 전북 현대 모터스에서 11시즌 동안 활약하면서 K리그 우승, FA컵 우승, AFC 챔피언스리그 우승을 모두 달성하며 팀의 전성기를 이끌었다. 주특기는 발리슛으로 이에 팬덤에서는 발리깎는노인 등의 별명으로 불리기도 했다.

## 개요
1979년에 경상북도 포항시 출생하였다. 포항제철동초등학교, 포항제철중학교, 포항제철공업고등학교, 위덕대학교를 졸업하였다. 데뷔 초기에는 머리가 길어 골을 넣고 뛰어다닐 때 머리 모양이 사자의 갈기와 유사하다는 연유로 '라이언킹 또는 대박이 아빠의 활약상'이라는 별명이 붙었다.
2014년 9월 5일 베네수엘라와의 친선 경기에 출전하여 A매치 100경기 출전을 달성, 센츄리클럽에 가입했다. 이동국은 이 경기에서 2골을 기록했다.

## 구단 경력

### 포항 스틸러스
1998년에 지역 연고 팀이었던 포항 스틸러스에 입단하며 프로 선수가 되었다. 1998년 3월 21일 천안 일화 천마와의 경기에서 프로 데뷔전을 치뤘으며 1998년 3월 31일 열린 전북 현대 다이노스와의 1998 아디다스컵 경기에서 프로 데뷔골을 기록했다. 1998년 7월 22일 열린 울산 현대와의 경기에서 K리그 데뷔골을 포함해 2골을 기록했다. 1998시즌 K리그에서의 활약과 아시안 클럽 챔피언십 우승에 크게 공헌하여 신인상을 받게 되었다. 2000년 대한축구협회의 주도 하에 국내 유망주들의 해외 이적이 진행되었고, 이 과정에서 무릎 부상 치료차 독일에서 재활 중이었던 이동국은 2001년 1월 푸스발-분데스리가 팀 SV 베르더 브레멘로 6개월 임대 형식으로 이적하게 되었다. 그러나 부상의 여파로 인해 SV 베르더 브레멘 구단에서 선수의 건강 상태에 대한 보호 차원으로 출장 기회를 제한하였으며, 이 때문에 월드컵 국가대표 선발에 대한 위기 의식으로 귀국을 결심하였고, 결국 6월 포항 스틸러스로 복귀하게 되었다. 그 뒤에 FA컵 2회 준우승 (2001년, 2002년)에 공헌하는 등 맹활약을 펼쳤지만, 거스 히딩크 감독은 그를 2002년 FIFA 월드컵 최종 엔트리에서 제외하였고 그 자리는 설기현으로 대체하였다. 2002년 아시안 게임에서도 동메달에 그쳐 병역 면제 혜택을 받지 못하였다. 이후 광주상무에 입단하여 본인의 플레이 스타일도 적극적으로 바꾸고 정신적으로 성숙해져 발전하는 모습을 보이며 2005년 군 복무를 마치고 포항 스틸러스로 복귀하였다. 2004년 9월 19일 대전 시티즌과의 홈 경기에서 K리그 통산 46번째로 20-20클럽에 가입하였다.

### 미들즈브러
이후, 이동국은 2007년 1월 23일 프리미어리그 팀 미들즈브러에 입단하였다. 포항 스틸러스 구단은 대승적인 차원에서 이동국을 이적료 없이 이적시키기로 미들즈브러와 최종 합의했다. 이동국은 K리그에서 프리미어리그로 직행하게 된 첫 번째 선수가 되었다. 2006년 큰 부상여파에도 불구하고 데뷔전에서 스튜어트 다우닝의 크로스를 발리슛으로 연결해 골대를 맞추는 등 초반의 인상적인 활약으로 눈에 띄었으나, 이후 골을 기록하지 못하며 현지에서 그리 긍정적인 평가를 받지 못했다. 그러나 부상여파 여서인지 자신감이 많이 하락되어있는 모습으로 2시즌 동안 FA컵과 풋볼 리그 컵에서 1골씩 넣고, 결국 2007-08 시즌이 끝나고 2008년 6월 30일을 끝으로 상호간에 계약을 해지하였다.

### 성남 일화 천마
K리그 복귀를 타진하던 중, 하향세를 보이던 팀에 보탬이 될 것이라며 성남 일화 천마 구단 고위층이 영입에 적극 나섰다. 성남에 입단하기 전까지 대전 시티즌, 수원 삼성 블루윙즈와도 협상했다. 하지만 리그 중위권인 대전 시티즌 보다는 상위권인 성남 일화 천마에 입단하는 게 낫다고 판단하여 2008년 7월 25일에 성남 일화 천마로 이적했지만, 많은 출전 기회를 살리지 못하였다. 시즌 후 팀이 신태용 감독 체제로 전환되는 과정에서 그는 전력에서 배제되어 트레이드 카드로 올라가게 되었다.

### 전북 현대 모터스
때마침 조재진이 J리그에 진출하게 되어 전북 현대 모터스에서 그의 영입을 타진했고, 2009년 1월 10일에 미드필더 김상식과 함께 문대성과 홍진섭을 상대로 전북 현대 모터스에 트레이드됐다. 성남에서의 좋지 않은 모습 탓에 주변에서는 전북 최강희 감독의 지나친 모험수라는 우려도 있었으나, 2009 K리그가 개막한 후 2라운드 대구 FC와의 경기에서 2골을 쏘아올리며 이러한 우려를 불식시켰다. 또한 7월 4일 열린 상무와의 경기에서는 해트트릭을 기록하며 팀의 3-2 승리를 이끌기도 했다. 결국 2009시즌 K리그에서 29경기 20골을 기록하며 득점왕을 차지하였다. 이 당시 20골 이상의 득점왕은 K리그 통산 4번째 기록이었다. 시즌 종료 후 열린2009 K리그 대상에서 2009 시즌 MVP를 수상하였다.
12년 만에 월드컵에 출전하였던 2010년 시즌의 이동국은 활동량이 더욱 증가하며 리그 28경기 12골을 기록하였으며, K리그 개인 통산 99호 골을 기록하였으나 이후의 플레이오프 경기에서 100호 골을 넣지 못해 다음 해인 2011년 시즌 3라운드 부산 아이파크와의 경기에서 100호 골, 101호 골을 넣어 아홉수에서 벗어나게 되었다.
2011 시즌에 15도움을 기록하면서 도움왕에 선정되어 프로 데뷔 14년 만에 신인상(1998), MVP(2009), 득점상(2009) 등 K리그 역사상 최초로 4대 개인 타이틀을 모두 수상하기에 이르렀다. AFC 챔피언스리그 2011에서 전북은 준우승에 그쳤지만, 이동국은 대회 9득점을 기록하여 득점왕과 대회 MVP를 차지하였다.
2012년 3월 3일 개막전 성남 일화 천마와의 경기에서 전반 14분, 18분 연속 골을 터트려 우성용의 116골을 뛰어 넘은 117골을 기록, K리그 사상 최다 골 신기록을 세웠다. 이후 2012년 11월 4일 부산 아이파크과의 경기에서 두 골을 터뜨리며 K리그 통산 137골로 K리그 최다 골 기록을 경신하고 있다. 2013년 7월 16일 대전 시티즌전에서는 K리그 통산 최다 연속 득점 기록인 8경기 연속 득점에 도전하였으나, 골을 넣는 데 실패하며 7경기 연속 득점에서 연속 득점 기록을 멈추었다.
2014년 8월 16일 포항 스틸러스와의 경기에서 전북 입단 이후 181경기 만에 100번째 골을 기록하였고 K리그 역사상 4번째로 한 구단에서 100골을 기록한 선수가 되었다. 하지만 부상으로 시즌 아웃되면서 2014년 11월 30일 포항 원정경기에서 골을 기록한 산토스에게 득점왕 타이틀을 내주었다.
2016년 9월 13일 상하이 상강과의 AFC 챔피언스리그 8강 2차전 경기에서 3-0으로 우세한 상황에서 2득점을 기록하며 팀의 5-0승리를 이끌었다. 2016년 ACL 우승을 달성하며 첫 번째 ACL 우승을 경험했다.
2017년 9월 17일에 포항 스틸러스을 상대로 1골, 도움 2개를 기록하여 K리그 사상 최초로 70-70클럽에 가입한 선수가 되었다. 2017년 10월 29일 제주 유나이티드를 상대로 1골을 넣어 K리그 사상 최초로 통산 200골을 달성하여 전북의 리그 5번째 우승을 이끌어 냈다. 그리고, 수원 삼성 블루윙즈와의 K리그 최종전 경기에서 골을 기록한 이동국은 K리그 역사상 처음으로 9년 연속 두 자릿수 득점의 대기록을 세웠다.
2018년 2월 13일 가시와 레이솔과의 AFC 챔피언스리그 조별리그 1차전에서 하프타임에 교체 투입되었다. 2-0으로 뒤지고 있던 상황에서 후반 10분 만회골과 후반 41분 역전골을 기록했고 팀은 3-2로 역전승을 거두었다. 2018년 3월 1일 울산 현대와의 K리그1 개막전에서 후반 16분 득점을 기록해 2018년 K리그1의 첫 번째 골을 기록했다. 이에 그치지 않고 후반 40분 1도움을 기록해 2-0승리에 일조했다. 2018시즌 이동국은 35경기 13골 5도움을 올리며 K리그 역사상 최초로 10년 연속으로 10득점을 기록한 선수가 되었다.
2019년 6월 2일 상주 상무와의 경기에서 문선민의 크로스를 헤딩으로 연결해 득점에 성공했다. 이 골로 이동국은 전북 현대 모터스 소속으로 200번째 득점을 기록했다. K리그역사 상 한 팀에서 200득점을 기록한 것은 사상 처음이다. 6월 23일 수원 삼성 블루윙즈와의 경기에서는 전반 1분 수원 골키퍼 노동건의 골킥이 이동국의 얼굴에 맞은 뒤 골문안으로 들어가서 득점을 하는 황당골을 기록해 화제가 되었다. 2019시즌 총 리그에서 33경기 9골 2도움을 기록했다.
2020년 5월 8일 열린 수원 삼성 블루윙즈와의 K리그 개막전 경기에서 시즌 마수걸이 득점을 기록했다. 이 골로 이동국은 2020시즌 K리그 1호골을 기록했다.
2020년 10월 26일에 현역 은퇴 선언을 하였다. 10월 28일에 은퇴 관련 기자회견을 하였으며, 11월 1일 전주에서 열린 대구 FC와의 K리그1 2020 시즌 최종전을 끝으로 현역에서 은퇴했다. 은퇴 후 전북 현대 모터스 구단에서는 이동국의 등번호 20번을 영구결번했다.

## 국가대표팀 경력
1998년 이동국은 AFC U-19 축구 선수권 대회에서 최다 득점을 하며 대한민국을 우승으로 이끌었다. 이 때 이동국은 김은중과 투톱을 이루며 득점왕은 물론 대회 MVP에도 선정되었다.
신인 시절 황선홍의 뒤를 이을 대형 스트라이커로 주목받았다. 1998년 5월 16일 자메이카와의 친선 경기에서 후반 34분 황선홍과 교체되면서 처음으로 국가대표팀 경기에 데뷔했다. 이후, 1998 FIFA 월드컵 엔트리에 포함되어 예선 2차전에서 서정원과 후반교체출전으로 월드컵에 데뷔하게 되었는데, 당시 이동국의 나이는 19세였고 대한민국 역사상 최연소 월드컵 출전이었다. 네덜란드전에서 다비즈를 따돌리고 강력한 중거리 슛을 쏘아 네덜란드 골문을 위협하여 강한 인상을 준 바 있다. 0:5로 대패하였지만 당시 경기를 지켜본 영국 언론이 '대한민국에서 가장 인상깊은 선수였다'. '뛰어난 재능을 가졌다' 등 호평이 이어졌고 실제로 네덜란드 에레디비시의 PSV 에인트호번에서 이동국을 영입하고 싶다는 의지를 표출하기도 하였다.
월드컵이 끝나고 청소년 대표팀, 올림픽 대표팀을 거치며 대표팀의 간판 스트라이커로 자리잡게 되고, 2000년 AFC 아시안컵에서 6골로 득점왕을 차지하였다.
이동국은 3년간 국가대표팀과 청소년대표팀 올림픽대표팀 K리그까지 병행하며 혹사 당했다. 그리고 독일로 진출할 당시 이동국은 재활치료가 주목적이었고, 뜻밖의 브레멘 오퍼로 유럽 진출을 한다. 하지만 혹사 당해 부상당한 무릎이 회복되지 않았고 팀에서나 국가대표팀에서나 제 실력 발휘를 하지 못했다. 히딩크 역시 혹사 일지를 전혀 모르던 상태였고 혹사 일지를 잘 알던 당시 포항감독 최순호는 히딩크에게 한달만 시간을 준다면 몸상태 100%로 만들어서 대표팀에 보내주겠다고 한다. 하지만 히딩크는 자신의 원칙을 고수하며 거절 했고 이동국은 정상적이지 못한 몸상태로 대표팀에서 뛰며 안타까운 상황을 맞이해야만 했다. 나이지리아와의 평가전에서 후반 막판 극적인 결승골을 넣고 경쟁에 불을 지핀다.
하지만 2002년 FIFA 월드컵을 앞두고 엔트리에서 제외되어 큰 충격을 받았고, 같은 해에 개최된 2002년 아시안 게임 축구 대표팀에서 주장을 맡아 분전했지만 준결승전 이란전에서 이영표가 일명 '동국아 군대가라슛'을 날려서 승부차기 끝에 패하면서 끝내 병역 면제 혜택을 받지 못하여 결국 2003년 상무에 입대하였다.
2004년 새로 부임한 요하네스 본프레레 감독의 데뷔전이었던 바레인전에서 골을 기록하고, 2004년 AFC 아시안컵에서 4경기 4골을 기록하는 등 여러 좋은 장면을 연출하면서 요하네스 본프레레 감독의 눈도장을 찍었다. 2004년 12월 19일 부산 아시아드 주경기장에서 열린 독일과의 친선 경기에서 세계 최고의 골키퍼 올리버 칸을 상대로 터닝 발리 슛으로 원더골을 넣어 팀의 3-1 승리를 이끌었다.
이 골은 축구팬들이 뽑은 '2004년 최고의 골'로 선정되기도 했다. 참고로 아시안게임에서 이동국은 6경기 5골을 기록했다.
이후 아시안컵과 월드컵 지역 예선을 통해 10골 넘게 기록하면서 '본프레레호의 황태자'로 확실하게 부활하였고, 딕 아드보카트 감독이 본프레레 감독의 후임으로 임명된 후에도 대표팀에 소집되어 2006년 FIFA 월드컵 무대를 노렸지만 2006년 4월 십자인대 파열 부상을 입어 무릎 수술을 받기로 해 월드컵 본선에서의 활약이 끝내 좌절되었다.
이후, 2007년 AFC 아시안컵 엔트리에 발탁되었으나 이때도 이동국은 부상이 완쾌되지 않아 아시안컵 총 6경기중 총 출전시간은 90분도 안될 정도로 기회가 저조했다. 차라리 이때 뽑히지 않았더라면 아시안컵 기록은 10경기 10골로 경기당 1골의 어마어마한 커리어를 보유했을텐데 득보다 실이 많았던 대회.
2009년,  K리그에서 좋은 활약을 펼치자 일부 축구 팬들은 이동국의 대표팀 발탁을 바라는 목소리를 높였고 언론들도 이동국의 국가대표 발탁 여부를 조명하기 시작하였다. 대표팀의 허정무 감독은 "더 좋은 활약을 펼쳐야 한다"며 유보적인 입장을 밝히다가, 2009년 말 대표팀 평가전에 다시 발탁하였다.
재발탁 직후 대표팀 전술 적응에 어려움을 겪으며 8경기에서 득점을 기록하지 못했다. 이후 4경기 3골을 넣었고, K리그에서도 개막 이후 5경기 동안 침묵하다가 AFC 챔피언스리그와 인천전에서 연속골(3경기 4골)을 넣는 등 절정의 몰아넣기를 과시했다.
이동국은 2010년 5월 16일 에콰도르전에서 전치 3주의 허벅지 부상을 당하여 월드컵 엔트리 합류 여부가 불투명하였으나 허정무 감독에 의해 2010년 FIFA 월드컵 국가대표 최종 엔트리 23명에 선발되었다.
조별 예선 두 번째 경기 아르헨티나전에서 후반전에 조커로 교체 출전하여 수비진을 따돌리고 중거리 슛을 때리는 등 무난한 활약을 선보였다. 16강 우루과이전에서도 후반전에 김재성과 교체되어 34분 간 경기를 뛰며 활약했다. 후반 40분, 박지성이 연결해 준 패스를 받아 골키퍼와 1:1이 되는 결정적인 상황을 맞이했으나 수중전 상황에서 물을 잠긴 공을 찬 슛이 빗맞아 골키퍼 정면으로 굴러가 막혀 버리며 동점 골을 넣는데 실패하여 많은 아쉬움을 남겼다. 대한민국은 결국 1:2로 패해 8강 진출에 실패했다.
2011년 9~11월, 나름 괜찮던 이동국을 외면하던 조광래 감독이 여론에 못 이긴 채 그를 발탁하고, 폴란드와의 평가전에서 이동국 맞춤 전술을 구사하겠다고 언론에 밝혔으나, 어울리지 않는 쓰리톱 전술로 후반전 시작과 함께 바로 경기장 밖으로 교체해 내보냈고, 그 다음 경기에서도 후반전 20여분만을 뛰었다. 이동국도 그 이후 대표팀 은퇴를 시사하는 트위터 글을 남기기도 했다.
2011년 12월, 최강희 감독이 대한민국 축구 국가대표팀의 감독으로 선임된 후 부름을 받았고 2012년 2월 25일 전주월드컵경기장에서 열린 우즈베키스탄과의 친선 경기에 이동국은 선발로 출전하여 2골을 넣어 최강희 감독의 데뷔전 승리를 이끌었다. 2010년 3월 3일 코트디부아르와의 평가전 이후 약 2년 만에 나온 골이었다.
2012년 2월 29일 서울월드컵경기장에서 열린 2014년 FIFA 월드컵 아시아 지역 3차 예선 쿠웨이트와의 마지막 경기에서 후반전에 선제골을 기록하였다. 이때 이동국의 결승골로 인해 한국축구는 기사회생으로 최종예선에 어렵사리 진출하게 된다. 2012년 6월 9일 2014년 FIFA 월드컵 아시아 지역 최종 예선 카타르와의 경기에서는 김신욱의 골을 어시스트하였으며, 2012년 9월 11일 우즈베키스탄과의 경기에서는 1:1 상황에서 역전골을 기록하였다. 그러나 우즈베키스탄전에서 골을 기록한 이외에는 부진한 플레이로 인해 다음 이란과의 경기에서는 엔트리에서 제외됐으며, 이후 K리그에서의 활약을 바탕으로 최강희호에 재승선하여 오스트레일리아와의 친선 경기에서 골을 기록하였다.
이후 2013년 6월까지 계속된 카타르, 레바논, 우즈베키스탄, 이란과의 월드컵 최종예선 경기에서 부동의 원톱으로 경기에 나섰다. 3월 26일 카타르와의 경기에서 손흥민의 골을 어시스트했고 최강희호는 본선 진출을 확정후 감독직을 놓게 된다. 이후 홍명보 감독이 국가대표팀 감독으로 부임하면서 이동국은 대표팀에서 단 한차례로 발탁되지 못하는 수모를 겪게되었고, 브라질 월드컵 최종 명단에는 기존에 뽑혔던 선수들로 구성하고 깜짝 발탁은 없다는 홍명보 감독의 인터뷰로 인해 브라질 월드컵 출전은 사실상 좌절되었다. 결국 소속팀에서 벤치에 있는 선수들은 국가대표팀에 부르지 않겠다던 자신의 원칙을 깨고 박주영을 발탁. 몰매를 맞는다. 브라질 월드컵 본선에서 결국 홍명보 감독과 인맥축구 소리를 듣던 박주영은 최악의 부진을 보여주며 이동국의 부재를 더욱 그립게 만들었다.
브라질 월드컵이 종료된 후 2014년 9월 5일 베네수엘라와의 경기에 출전하여 2골을 기록하여 센추리 클럽에 가입하였고, 울리 슈틸리케 감독이 정식으로 부임한 후 2014년 10월 14일 코스타리카와의 경기에서 동점골을 기록하였다.
2017년 8월 14일, 2018 러시아 월드컵 최종예선 국가대표 26인에 공격수로 발탁되었다. 하지만 신태용 감독은 물오른 이동국 대신 김신욱을 발탁. 2018년 FIFA 월드컵 본선 명단에서는 제외되었다. 스웨덴전 김신욱 카드는 실패를 맛봤다.

## 그 외
- 2005년에는 박주영, 이관우와 함께 K리그 올스타전 홍보 포스터의 모델이 되기도 했다.[34]
- 2005년 12월, 미스코리아 출신 이수진과 결혼하여[35] 2007년 8월 14일 쌍둥이 딸 재시, 재아가 태어났다.[36]
- 2005년 12월 차두리와 함께 코카콜라 TV CF를 찍었는데,[37] 공교롭게도 두 선수 모두 2006년 FIFA 월드컵 무대 입성이 좌절되었고, 이에 축구 팬들에 의해 '코카콜라의 저주'라는 신조어가 탄생하기도 하였다.[38]
- 2007년 아시안게임 국대 발탁. 대회기간중 이운재,김상식, 우성용과함께 음주파문 본인은 미들즈브로 소속이라 인터뷰없이 영국으로 감. 선배들이 눈물의 인터뷰할때 없었음.
- 2009년 3월 15일 K리그 2라운드 대구 FC와의 경기에서 2골을 기록하였지만 코너킥 깃발을 차는 골 세러모니 때문에 경고 누적으로 퇴장당하기도 했다.[39]
- 2010년 4월 20일에 그의 처형 이윤희 씨가 은지원과 결혼하면서 은지원과 동서지간이 되었으나, 2012년 8월에 이윤희 씨가 은지원과 이혼하면서 남남사이가 되었다. 2012년 1월 1일에 방송된 1박 2일 2012년 신년특집 '친구야, 우리 함께 가자'에 은지원, 이근호와 함께 출연하기도 하였다.
- 2012년 1월 23일 방송된 힐링캠프, 기쁘지 아니한가에 출연하였다.
- 2013년 7월 18일 쌍둥이 딸 설아, 수아가 태어났다.(4녀)
- 2014년 11월 14일에 아들 이시안(태명 대박이)이 태어났다. (1남 4녀)
- 2015년 KBS 2TV 슈퍼맨이 돌아왔다에 합류해 오남매 자녀 재시, 재아, 설아, 수아, 시안이(태명 대박이)와 고정 출연하다가 2019년 10월 6일에 하차하였다.
- 슈퍼맨이 돌아왔다의 인기로 2016년 KBS 연예대상에서 버라이어티 부문 최우수상을 수상했다.[40]
- 2017년 11월 20일에 포항 지진 피해 이재민 돕기 성금 5000만원을 약정 기부하였다.
- 2018년 KBS 연예대상 대상 후보자에 올랐다.[41] 하지만 연예대상의 영광은 코미디언 이영자에게 돌아갔다.
- 2025년 부터 중앙대학교 사범대학 부속고등학교 축구부 코치로 선임되었다.

## 경력 통계

### 클럽 기록
2020년 11월 26일 기준
| 시즌     | 클럽             | 소속리그     | 리그 | 리그 | 국내 컵  | 국내 컵  | 리그 컵  | 리그 컵  | 대륙 대회 | 대륙 대회 | 통산 | 통산 |
| 시즌     | 클럽             | 소속리그     | 출장 | 득점 | 출장     | 득점     | 출장     | 득점     | 출장      | 득점      | 출장 | 득점 |
| 대한민국 | 대한민국         | 대한민국     | 리그 | 리그 | FA컵     | FA컵     | 리그컵   | 리그컵   | AFC       | AFC       | 통산 | 통산 |
| -------- | ---------------- | ------------ | ---- | ---- | -------- | -------- | -------- | -------- | --------- | --------- | ---- | ---- |
| 1998     | 포항 스틸러스    | K리그        | 15   | 7    | 0        | 0        | 9        | 4        | -         | -         | 24   | 11   |
| 1999     | 포항 스틸러스    | K리그        | 15   | 7    | 0        | 0        | 4        | 1        | -         | -         | 19   | 8    |
| 2000     | 포항 스틸러스    | K리그        | 7    | 4    | 0        | 0        | 1        | 0        | -         | -         | 8    | 4    |
| 독일     | 독일             | 독일         | 리그 | 리그 | DFB-포칼 | DFB-포칼 | 리가포칼 | 리가포칼 | UEFA      | UEFA      | 통산 | 통산 |
| 2000-01  | 베르더 브레멘    | 분데스리가   | 7    | 0    | 0        | 0        | -        | -        | 0         | 0         | 7    | 0    |
| 대한민국 | 대한민국         | 대한민국     | 리그 | 리그 | FA컵     | FA컵     | 리그컵   | 리그컵   | AFC       | AFC       | 통산 | 통산 |
| 2001     | 포항 스틸러스    | K리그        | 17   | 3    | 2        | 1        | 0        | 0        | -         | -         | 19   | 4    |
| 2002     | 포항 스틸러스    | K리그        | 21   | 7    | 4        | 3        | 0        | 0        | -         | -         | 25   | 10   |
| 2003     | 광주 상무 불사조 | K리그        | 27   | 11   | 0        | 0        | -        | -        | -         | -         | 27   | 11   |
| 2004     | 광주 상무 불사조 | K리그        | 19   | 1    | 2        | 0        | 4        | 3        | -         | -         | 25   | 4    |
| 2005     | 광주 상무 불사조 | K리그        | 0    | 0    | 0        | 0        | 1        | 0        | -         | -         | 1    | 0    |
| 2005     | 포항 스틸러스    | K리그        | 17   | 3    | 3        | 0        | 7        | 4        | -         | -         | 27   | 7    |
| 2006     | 포항 스틸러스    | K리그        | 10   | 7    | 0        | 0        | 0        | 0        | -         | -         | 10   | 7    |
| 잉글랜드 | 잉글랜드         | 잉글랜드     | 리그 | 리그 | FA컵     | FA컵     | 리그컵   | 리그컵   | UEFA      | UEFA      | 통산 | 통산 |
| 2006-07  | 미들즈브러       | 프리미어리그 | 9    | 0    | 2        | 0        | 0        | 0        | -         | -         | 11   | 0    |
| 2007-08  | 미들즈브러       | 프리미어리그 | 14   | 0    | 2        | 1        | 2        | 1        | -         | -         | 18   | 2    |
| 대한민국 | 대한민국         | 대한민국     | 리그 | 리그 | FA컵     | FA컵     | 리그컵   | 리그컵   | AFC       | AFC       | 통산 | 통산 |
| 2008     | 성남 일화 천마   | K리그1       | 10   | 2    | 0        | 0        | 3        | 0        | -         | -         | 13   | 2    |
| 2009     | 전북 현대 모터스 | K리그1       | 29   | 21   | 4        | 4        | 3        | 1        | -         | -         | 36   | 26   |
| 2010     | 전북 현대 모터스 | K리그1       | 28   | 12   | 2        | 0        | 2        | 1        | 8         | 4         | 40   | 17   |
| 2011     | 전북 현대 모터스 | K리그1       | 29   | 16   | 1        | 0        | 0        | 0        | 8         | 9         | 38   | 25   |
| 2012     | 전북 현대 모터스 | K리그1       | 40   | 26   | 2        | 2        | -        | -        | 6         | 4         | 48   | 32   |
| 2013     | 전북 현대 모터스 | K리그1       | 30   | 13   | 2        | 2        | -        | -        | 8         | 3         | 40   | 18   |
| 2014     | 전북 현대 모터스 | K리그1       | 31   | 13   | 2        | 0        | -        | -        | 7         | 3         | 40   | 16   |
| 2015     | 전북 현대 모터스 | K리그1       | 33   | 13   | 1        | 1        | -        | -        | 7         | 4         | 41   | 18   |
| 2016     | 전북 현대 모터스 | K리그1       | 27   | 12   | 0        | 0        | -        | -        | 14        | 5         | 41   | 17   |
| 2017     | 전북 현대 모터스 | K리그1       | 30   | 10   | 1        | 0        | -        | -        | -         | -         | 31   | 10   |
| 2018     | 전북 현대 모터스 | K리그1       | 35   | 13   | 2        | 0        | -        | -        | 8         | 4         | 45   | 17   |
| 2019     | 전북 현대 모터스 | K리그1       | 33   | 9    | 0        | 0        | -        | -        | 8         | 1         | 41   | 10   |
| 2020     | 전북 현대 모터스 | K리그1       | ?    | ?    | ?        | ?        | -        | -        | ?         | ?         | ?    | ?    |
| 통산     | 대한민국         | 대한민국     | 503  | 210  | 28       | 13       | 34       | 14       | 74        | 37        | 639  | 274  |
| 통산     | 독일             | 독일         | 7    | 0    | 0        | 0        | -        | -        | 0         | 0         | 7    | 0    |
| 통산     | 잉글랜드         | 잉글랜드     | 23   | 0    | 4        | 1        | 2        | 1        | -         | -         | 29   | 2    |
| 종합     | 종합             | 종합         | 533  | 210  | 32       | 14       | 36       | 15       | 74        | 37        | 675  | 276  |

### 국가대표팀 기록
2017년 9월 5일 기준
| 횟수 | 날짜             | 장소           | 국가                   | 경기결과            | 승패 | 대회               | 투입 (교체) | 득점 (누적) |
| ---- | ---------------- | -------------- | ---------------------- | ------------------- | ---- | ------------------ | ----------- | ----------- |
| 1    | 1998년 5월 16일  | 서울           | 자메이카               | 2 - 1 (1 - 1)       | 승   | 친선 경기          | 79'         |             |
| 2    | 1998년 6월 20일  | 마르세유       | 네덜란드               | 0 - 5 (0 - 2)       | 패   | 1998년 월드컵      | 78'         |             |
| 3    | 1998년 11월 22일 | 상하이         | 중화인민공화국         | 0 - 0 (0 - 0)       | 무   | 한중정기전         | (68')       |             |
| 4    | 1998년 12월 2일  | 나콘사완       | 투르크메니스탄         | 2 - 3 (2 - 0)       | 승   | 1998년 아시안 게임 |             |             |
| 5    | 1998년 12월 4일  | 나콘사완       | 베트남                 | 4 - 0 (2 - 0)       | 승   | 1998년 아시안 게임 | 52'         |             |
| 6    | 1998년 12월 7일  | 방콕           | 일본                   | 2 - 0 (1 - 0)       | 승   | 1998년 아시안 게임 |             |             |
| 7    | 1998년 12월 9일  | 방콕           | 아랍에미리트           | 2 - 1 (1 - 0)       | 승   | 1998년 아시안 게임 | 55'         |             |
| 8    | 1998년 12월 11일 | 방콕           | 쿠웨이트               | 1 - 0 (0 - 0)       | 승   | 1998년 아시안 게임 | 54'         |             |
| 9    | 1998년 12월 14일 | 방콕           | 태국                   | 1 - 2 (0 - 0,1 - 1) | 패   | 1998년 아시안 게임 | (74')       |             |
| 10   | 2000년 2월 17일  | 로스앤젤레스   | 코스타리카             | 2 - 2 (1 - 0)       | 무   | 2000년 골드컵      |             | 1           |
| 11   | 2000년 7월 28일  | 베이징         | 중화인민공화국         | 1 - 0 (0 - 0)       | 승   | 한중정기전         | 45'         |             |
| 12   | 2000년 10월 4일  | 두바이         | 아랍에미리트           | 1 - 1 (0 - 1)       | 승   | LG 컵              |             |             |
| 13   | 2000년 10월 7일  | 두바이         | 오스트레일리아         | 4 - 2 (1 - 2)       | 승   | LG 컵              |             | 1 (2)       |
| 14   | 2000년 10월 13일 | 트리폴리       | 중화인민공화국         | 2 - 2 (1 - 1)       | 무   | 2000년 아시안컵    |             |             |
| 15   | 2000년 10월 16일 | 트리폴리       | 쿠웨이트               | 0 - 1 (0 - 1)       | 패   | 2000년 아시안컵    |             |             |
| 16   | 2000년 10월 19일 | 베이루트       | 인도네시아             | 3 - 0 (1 - 0)       | 승   | 2000년 아시안컵    |             | 3 (5)       |
| 17   | 2000년 10월 23일 | 트리폴리       | 이란                   | 2 - 1 (0 - 0,1 - 1) | 승   | 2000년 아시안컵    | 75'         | 1 (6)       |
| 18   | 2000년 10월 26일 | 베이루트       | 사우디아라비아         | 1 - 2 (1 - 1)       | 패   | 2000년 아시안컵    |             | 1 (7)       |
| 19   | 2000년 10월 29일 | 베이루트       | 중화인민공화국         | 1 - 0 (0 - 0)       | 승   | 2000년 아시안컵    |             | 1 (8)       |
| 20   | 2001년 4월 24일  | 카이로         | 이란                   | 1 - 0 (1 - 0)       | 승   | LG 컵              | (81')       |             |
| 21   | 2001년 8월 15일  | 드르노비체     | 체코                   | 0 - 5 (0 - 1)       | 패   | 친선 경기          | 65'         |             |
| 22   | 2001년 9월 13일  | 대전           | 나이지리아             | 2 - 2 (0 - 2)       | 무   | 친선 경기          | 68'         |             |
| 23   | 2001년 9월 16일  | 부산           | 나이지리아             | 2 - 1 (0 - 0)       | 승   | 친선 경기          |             | 1 (9)       |
| 24   | 2001년 11월 8일  | 제주           | 세네갈                 | 0 - 1 (0 - 1)       | 패   | 친선 경기          | (61')       |             |
| 25   | 2001년 11월 10일 | 서울           | 크로아티아             | 2 - 0 (0 - 0)       | 승   | 친선 경기          | 88'         |             |
| 26   | 2002년 1월 27일  | 로스앤젤레스   | 멕시코                 | 0 - 0 (0 - 0,0 - 0) | 패   | 2002년 골드컵      | 73'         |             |
| 27   | 2002년 1월 30일  | 로스앤젤레스   | 코스타리카             | 1 - 3 (0 - 1)       | 패   | 2002년 골드컵      | 55'         |             |
| 28   | 2002년 2월 2일   | 로스앤젤레스   | 캐나다                 | 1 - 2 (1 - 2)       | 패   | 2002년 골드컵      | 60'         |             |
| 29   | 2002년 2월 13일  | 몬테비데오     | 우루과이               | 1 - 2 (1 - 1)       | 패   | 친선 경기          |             |             |
| 30   | 2002년 3월 13일  | 튀니스         | 튀니지                 | 0 - 0 (0 - 0)       | 무   | 친선 경기          | (45')       |             |
| 31   | 2003년 4월 16일  | 서울           | 일본                   | 0 - 1 (0 - 0)       | 패   | 친선 경기          |             |             |
| 32   | 2004년 7월 10일  | 광주           | 바레인                 | 2 - 0 (2 - 0)       | 승   | 친선 경기          |             | 1 (10)      |
| 33   | 2004년 7월 14일  | 서울           | 트리니다드 토바고      | 1 - 1 (0 - 0)       | 무   | 친선 경기          |             |             |
| 34   | 2004년 7월 19일  | 지난           | 요르단                 | 0 - 0 (0 - 0)       | 무   | 2004년 아시안컵    |             |             |
| 35   | 2004년 7월 23일  | 지난           | 아랍에미리트           | 2 - 0 (1 - 0)       | 승   | 2004년 아시안컵    | (78')       | 1 (11)      |
| 36   | 2004년 7월 27일  | 지난           | 쿠웨이트               | 4 - 0 (3 - 0)       | 승   | 2004년 아시안컵    | (65')       | 2 (13)      |
| 37   | 2004년 7월 31일  | 지난           | 이란                   | 3 - 4 (2 - 2)       | 패   | 2004년 아시안컵    |             | 1 (14)      |
| 38   | 2004년 9월 8일   | 호찌민 시      | 베트남                 | 2 - 1 (0 - 0)       | 승   | 2006년 월드컵 예선 | (83')       | 1 (15)      |
| 39   | 2004년 10월 13일 | 베이루트       | 레바논                 | 1 - 1 (1 - 1)       | 무   | 2006년 월드컵 예선 | (45')       |             |
| 40   | 2004년 11월 17일 | 서울           | 몰디브                 | 2 - 0 (0 - 0)       | 승   | 2006년 월드컵 예선 |             | 1 (16)      |
| 41   | 2004년 12월 19일 | 부산           | 독일                   | 3 - 1 (1 - 1)       | 승   | 친선 경기          | (81')       | 1 (17)      |
| 42   | 2005년 1월 16일  | 로스앤젤레스   | 콜롬비아               | 1 - 2 (1 - 1)       | 패   | 친선 경기          | 45'         |             |
| 43   | 2005년 1월 20일  | 로스앤젤레스   | 파라과이               | 1 - 1 (0 - 1)       | 무   | 친선 경기          |             |             |
| 44   | 2005년 1월 22일  | 카슨시티       | 스웨덴                 | 1 - 1 (0 - 0)       | 무   | 친선 경기          | (78')       |             |
| 45   | 2005년 2월 4일   | 서울           | 이집트                 | 0 - 1 (0 - 1)       | 패   | 친선 경기          | (45')       |             |
| 46   | 2005년 2월 9일   | 서울           | 쿠웨이트               | 2 - 0 (1 - 0)       | 승   | 2006년 월드컵 예선 |             | 1 (18)      |
| 47   | 2005년 3월 25일  | 담맘           | 사우디아라비아         | 0 - 2 (0 - 1)       | 패   | 2006년 월드컵 예선 |             |             |
| 48   | 2005년 3월 30일  | 서울           | 우즈베키스탄           | 2 - 0 (0 - 0)       | 승   | 2006년 월드컵 예선 | (74')       | 1 (19)      |
| 49   | 2005년 6월 3일   | 타슈켄트       | 우즈베키스탄           | 1 - 1 (0 - 0)       | 무   | 2006년 월드컵 예선 | 58'         |             |
| 50   | 2005년 6월 8일   | 쿠웨이트 시티  | 쿠웨이트               | 4 - 0 (2 - 0)       | 승   | 2006년 월드컵 예선 | (80')       | 1 (20)      |
| 51   | 2005년 7월 31일  | 대전           | 중화인민공화국         | 1 - 1 (0 - 0)       | 무   | 2005년 동아시아컵  |             |             |
| 52   | 2005년 8월 4일   | 전주           | 조선민주주의인민공화국 | 0 - 0 (0 - 0)       | 무   | 2005년 동아시아컵  |             |             |
| 53   | 2005년 8월 7일   | 대구           | 일본                   | 0 - 1 (0 - 0)       | 패   | 2005년 동아시아컵  |             |             |
| 54   | 2005년 10월 12일 | 서울           | 이란                   | 2 - 0 (1 - 0)       | 승   | 친선 경기          | (82')       |             |
| 55   | 2005년 11월 16일 | 서울           | 세르비아 몬테네그로    | 2 - 0 (1 - 0)       | 승   | 친선 경기          | (70')       | 1 (21)      |
| 56   | 2006년 1월 18일  | 두바이         | 아랍에미리트           | 0 - 1 (0 - 1)       | 패   | 친선 경기          | (71')       |             |
| 57   | 2006년 1월 21일  | 리야드         | 그리스                 | 1 - 1 (1 - 1)       | 무   | 친선 경기          | (72')       |             |
| 58   | 2006년 1월 25일  | 리야드         | 핀란드                 | 1 - 0 (1 - 0)       | 승   | 친선 경기          | 72'         |             |
| 59   | 2006년 1월 29일  | 홍콩           | 크로아티아             | 2 - 0 (1 - 0)       | 승   | 칼스버그 컵        |             |             |
| 60   | 2006년 2월 1일   | 홍콩           | 덴마크                 | 1 - 3 (1 - 0)       | 패   | 칼스버그 컵        | 75'         |             |
| 61   | 2006년 2월 11일  | 오클랜드       | 코스타리카             | 2 - 0 (1 - 0)       | 승   | 친선 경기          | 74'         |             |
| 62   | 2006년 2월 15일  | 로스앤젤레스   | 멕시코                 | 1 - 0 (1 - 0)       | 승   | 친선 경기          | (78')       | 1 (22)      |
| 63   | 2006년 2월 22일  | 시리아         | 시리아                 | 2 - 0 (1 - 0)       | 승   | 아시안컵 예선      |             |             |
| 64   | 2006년 3월 1일   | 서울           | 앙골라                 | 2 - 0 (1 - 0)       | 승   | 친선 경기          | (84')       |             |
| 65   | 2007년 6월 29일  | 제주           | 이라크                 | 3 - 0 (0 - 0)       | 승   | 친선 경기          | (45')       |             |
| 66   | 2007년 7월 5일   | 서울           | 우즈베키스탄           | 2 - 1 (2 - 0)       | 승   | 친선 경기          | 45'         |             |
| 67   | 2007년 7월 11일  | 자카르타       | 사우디아라비아         | 1 - 1 (0 - 0)       | 무   | 2007년 아시안컵    | 82'         |             |
| 68   | 2007년 7월 15일  | 자카르타       | 바레인                 | 1 - 2 (1 - 1)       | 패   | 2007년 아시안컵    | (65')       |             |
| 69   | 2007년 7월 18일  | 자카르타       | 인도네시아             | 1 - 0 (1 - 0)       | 승   | 2007년 아시안컵    | 88'         |             |
| 70   | 2007년 7월 22일  | 쿠알라룸푸르   | 이란                   | 0 - 0 (0 - 0,0 - 0) | 승   | 2007년 아시안컵    | (45')       |             |
| 71   | 2007년 7월 25일  | 쿠알라룸푸르   | 이라크                 | 0 - 0 (0 - 0,0 - 0) | 패   | 2007년 아시안컵    | 85'         |             |
| 72   | 2009년 8월 12일  | 서울           | 파라과이               | 1 - 0 (0 - 0)       | 승   | 친선 경기          | (45')       |             |
| 73   | 2009년 9월 5일   | 서울           | 오스트레일리아         | 3 - 1 (2 - 1)       | 승   | 친선 경기          | (45')       |             |
| 74   | 2009년 11월 14일 | 에스비에르     | 덴마크                 | 0 - 0 (0 - 0)       | 무   | 친선 경기          | (45')       |             |
| 75   | 2009년 11월 18일 | 런던           | 세르비아               | 0 - 1 (0 - 1)       | 패   | 친선 경기          | 69'         |             |
| 76   | 2010년 1월 9일   | 요하네스버그   | 잠비아                 | 2 - 4 (1 - 2)       | 패   | 친선 경기          | (45')       |             |
| 77   | 2010년 1월 18일  | 말라가         | 핀란드                 | 2 - 0 (1 - 0)       | 승   | 친선 경기          |             |             |
| 78   | 2010년 1월 22일  | 말라가         | 라트비아               | 1 - 0 (0 - 0)       | 승   | 친선 경기          | (61')       |             |
| 79   | 2010년 2월 7일   | 도쿄           | 홍콩                   | 5 - 0 (4 - 0)       | 승   | 2010년 동아시아컵  | (71')       | 1 (23)      |
| 80   | 2010년 2월 10일  | 도쿄           | 중화인민공화국         | 0 - 3 (0 - 2)       | 패   | 2010년 동아시아컵  |             |             |
| 81   | 2010년 2월 14일  | 도쿄           | 일본                   | 3 - 1 (1 - 0)       | 승   | 2010년 동아시아컵  | (62')       | 1 (24)      |
| 82   | 2010년 3월 3일   | 런던           | 코트디부아르           | 2 - 0 (1 - 0)       | 승   | 친선 경기          | (45')       | 1 (25)      |
| 83   | 2010년 5월 16일  | 서울           | 에콰도르               | 2 - 0 (0 - 0)       | 승   | 친선 경기          | (66')       |             |
| 84   | 2010년 6월 17일  | 요하네스버그   | 아르헨티나             | 1 - 4 (1 - 2)       | 패   | 2010년 월드컵      | 81'         |             |
| 85   | 2010년 6월 26일  | 포트엘리자베스 | 우루과이               | 1 - 2 (0 - 1)       | 패   | 2010년 월드컵      | 61'         |             |
| 86   | 2011년 10월 11일 | 수원           | 아랍에미리트           | 2 - 1 (0 - 0)       | 승   | 2014년 월드컵 예선 | 80'         |             |
| 87   | 2012년 2월 25일  | 전주           | 우즈베키스탄           | 4 - 2 (2 - 0)       | 승   | 친선 경기          | (57')       | 2 (27)      |
| 88   | 2012년 2월 29일  | 서울           | 쿠웨이트               | 2 - 0 (0 - 0)       | 승   | 2014년 월드컵 예선 |             | 1 (28)      |
| 89   | 2012년 5월 30일  | 베른           | 스페인                 | 1 - 4 (1 - 1)       | 패   | 친선 경기          | 56'         |             |
| 90   | 2012년 6월 8일   | 도하           | 카타르                 | 4 - 1 (1 - 1)       | 승   | 2014년 월드컵 예선 | (75')       |             |
| 91   | 2012년 6월 12일  | 고양           | 레바논                 | 3 - 0 (1 - 0)       | 승   | 2014년 월드컵 예선 |             |             |
| 92   | 2012년 8월 15일  | 안양           | 잠비아                 | 2 - 1 (1 - 1)       | 승   | 친선 경기          |             |             |
| 93   | 2012년 9월 11일  | 타슈켄트       | 우즈베키스탄           | 2 - 2 (1 - 1)       | 무   | 2014년 월드컵 예선 |             | 1 (29)      |
| 94   | 2012년 11월 14일 | 화성           | 오스트레일리아         | 1 - 2 (1 - 1)       | 패   | 친선 경기          |             | 1 (30)      |
| 95   | 2013년 2월 6일   | 런던           | 크로아티아             | 0 - 4 (0 - 2)       | 패   | 친선 경기          | 45'         |             |
| 96   | 2013년 3월 26일  | 서울           | 카타르                 | 2 - 1 (0 - 0)       | 승   | 2014년 월드컵 예선 | 54'         |             |
| 97   | 2013년 6월 4일   | 베이루트       | 레바논                 | 1 - 1 (0 - 1)       | 무   | 2014년 월드컵 예선 |             |             |
| 98   | 2013년 6월 11일  | 서울           | 우즈베키스탄           | 1 - 0 (1 - 0)       | 승   | 2014년 월드컵 예선 | 64'         |             |
| 99   | 2013년 6월 18일  | 울산           | 이란                   | 0 - 1 (0 - 0)       | 패   | 2014년 월드컵 예선 |             |             |
| 100  | 2014년 9월 5일   | 부천           | 베네수엘라             | 3 - 1 (1 - 1)       | 승   | 친선 경기          | (77')       | 2 (32)      |
| 101  | 2014년 9월 8일   | 고양           | 우루과이               | 0 - 1 (0 - 0)       | 패   | 친선 경기          | (69')       |             |
| 102  | 2014년 10월 10일 | 천안           | 파라과이               | 2 - 0 (2 - 0)       | 승   | 친선 경기          | 60'         |             |
| 103  | 2014년 10월 14일 | 서울           | 코스타리카             | 1 - 3 (1 - 1)       | 패   | 친선 경기          |             | 1 (33)      |
| 104  | 2017년 8월 31일  | 서울           | 이란                   | 0 - 0 (0 - 0)       | 무   | 2018년 월드컵 예선 | 88'         |             |
| 105  | 2017년 9월 5일   | 타슈켄트       | 우즈베키스탄           | 0 - 0 (0 - 0)       | 무   | 2018년 월드컵 예선 | 78'         |             |

### 해트트릭 기록
| # | 일시       | 장소     | 소속팀        | 상대            | 득점 | 결과   | 비고                  |
| - | ---------- | -------- | ------------- | --------------- | ---- | ------ | --------------------- |
| 1 | 1999/05/25 | 동대문   | 대한민국 U-23 | 스리랑카 U-23   | 3골  | 5–0 승 | 2000 올림픽 예선      |
| 2 | 1999/05/29 | 잠실     | 대한민국 U-23 | 인도네시아 U-23 | 3골  | 7–0 승 | 2000 올림픽 예선      |
| 3 | 2000/10/19 | 베이루트 | 대한민국      | 인도네시아      | 3골  | 3–0 승 | 2000 아시안컵         |
| 4 | 2003/05/04 | 부산     | 광주 상무     | 부산 아이콘스   | 3골  | 3–2 승 | 2003 K리그            |
| 5 | 2009/05/02 | 제주     | 전북 현대     | 제주 유나이티드 | 3골  | 5–0 승 | 2009 K리그            |
| 6 | 2009/07/04 | 광주     | 전북 현대     | 광주 상무       | 3골  | 3–2 승 | 2009 K리그            |
| 7 | 2011/08/21 | 전주     | 전북 현대     | 포항 스틸러스   | 3골  | 3–1 승 | 2011 K리그            |
| 8 | 2011/09/27 | 전주     | 전북 현대     | 세레소 오사카   | 4골  | 6–1 승 | 2011 AFC 챔피언스리그 |
| 9 | 2012/06/24 | 전주     | 전북 현대     | 경남 FC         | 3골  | 5–3 승 | 2012 K리그            |

### 클럽가입 기록
| #     | 일시       | 장소             | 소속팀           | 상대          | 역대통산 | 결과   | 비고              |
| ----- | ---------- | ---------------- | ---------------- | ------------- | -------- | ------ | ----------------- |
| 20-20 | 2004/09/19 | 광주월드컵경기장 | 광주 상무 축구단 | 대전 시티즌   | 46번째   | 1–1 무 | 2004 K리그        |
| 30-30 | 2010/07/25 | 대전월드컵경기장 | 전북 현대 모터스 | 대전 시티즌   | 25번째   | 4–0 승 | 2010 K리그        |
| 40-40 | 2011/07/03 | 전주월드컵경기장 | 전북 현대 모터스 | FC 서울       | 12번째   | 2–2 무 | 2011 K리그        |
| 50-50 | 2012/05/26 | 전주월드컵경기장 | 전북 현대 모터스 | 수원 삼성     | 5번째    | 3–0 승 | 2012 K리그        |
| 60-60 | 2014/07/20 | 전주월드컵경기장 | 전북 현대 모터스 | 상주 상무     | 3번째    | 6–0 승 | 2014 K리그 클래식 |
| 70-70 | 2017/09/17 | 포항스틸야드     | 전북 현대 모터스 | 포항 스틸러스 | 1번째    | 4–0 승 | 2017 K리그 클래식 |

## 수상 경력

### 포항 스틸러스
- FA컵 준우승 2회 (2001년, 2002년)
- 아시아 클럽 챔피언십 우승 1회 (1998년)
- 아시아 슈퍼컵 준우승 1회 (1998년)
- A3 챔피언스컵 준우승 1회 (2005년)

### 전북 현대 모터스
- K리그1 우승 8회 (2009년, 2011년, 2014년, 2015년, 2017년, 2018년, 2019년, 2020년)
- K리그1 준우승 2회 (2012년, 2016년)
- FA컵 우승 1회 (2020년)
- FA컵 준우승 1회 (2013년)
- AFC 챔피언스리그 : 우승 (2016년), 준우승 (2011년)

### 대한민국
- AFC U-19 축구 선수권 대회 : 우승 (1998)
- 아시안 게임 축구 : 동메달 (2002)
- AFC 아시안컵 : 3위 (2000, 2007)

### 개인
- K리그 MVP : 2009, 2011, 2014, 2015
- K리그 신인왕 : 1998
- K리그 득점왕 : 2009
- K리그 도움왕 : 2011
- K리그 베스트 11 : 2009, 2011, 2012, 2014, 2015
- K리그 팬타스틱 플레이어상 : 2009, 2011, 2014, 2015
- K리그 특별상 : 2017
- K리그 올스타전 MVP : 2003
- AFC 챔피언스리그 MVP : 2011
- AFC 챔피언스리그 득점왕 : 2011
- AFC 아시안컵 : 득점왕, 베스트 팀 (이상 2000)
- EAFF 동아시안컵 득점왕 : 2010
- AFC U-19 축구 선수권 대회 득점왕 : 1998
- KBS배 춘계고교대회 MVP : 1998
- KBS배 춘계고교대회 득점왕 : 1998
- 대통령 표창 : 1999
- 키카특별상 : 1998
- 프로축구 박스포상 공로상 : 1998
- 시도대항 중고축구대회 MVP : 1996
- 차범근 축구상 장려상 : 1991
- KBS 연예대상 최고 엔터테이너상 : 2015
- KBS 연예대상 버라이어티 부분 남자 최우수상 : 2016

## TV 프로그램
- 2000년 KBS2 《가족오락관》 - 게스트
- 2015년 ~ 2019년 KBS2 예능 프로그램 《슈퍼맨이 돌아왔다》- (다섯 자녀와 동반 출연)
- 2016년 KBS2 주말연속극 《월계수 양복점 신사들》 - 특별 출연
- 2019년 KBS2 드라마 《회사 가기 싫어》 - 특별 출연
- 2020년 《아는 형님》 - 게스트 (아들 이시안과 동반 출연)
- 2020년 KBS2 《날아라 슛돌이》 - 스페셜 감독 (2020년 1월 7일, 2020년 1월 28일)
- 2020년 JTBC 《뭉쳐야 찬다》 - 게스트
- 2020년, 2021년 TV조선 《뽕숭아학당》 - 게스트
- 2020년 SBS 《집사부일체》 - 게스트
- 2021년 채널A 《나만 믿고 따라와, 도시어부》 - 게스트
- 2021년 SBS 《정글의 법칙》
- 2021년 JTBC 《뭉쳐야 쏜다》 - 고정출연
- 2021년 tvN 《UEFA 유로 2020》 - 해설위원
- 2021년 TV조선 《골프왕》
- 2021년 JTBC 《뭉쳐야 찬다 2》 - 고정 출연
- 2022년 채널A 《슈퍼 DNA-피는 못 속여》 - 게스트
- 2022년 JTBC 《전설체전》 - 고정출연
- 2022년 tvN STORY 《이젠 날 따라와》 - 고정출연
- 2023년 SBS 《꼬리에 꼬리를 무는 그날 이야기》- 게스트

## CF
- 1999년 한국마약퇴치운동본부
- 1999년 나이키스포츠 코리아
- 2001년 성도어패럴 제이빔
- 2001년 한국후지필름
- 2006년 코카콜라
- 2016년 라오가닉 아토엔오투 (슈퍼맨이 돌아왔다 팀으로 출연)
- 2016년 대한체육회
- 2017년 프로스펙스
- 2017년 프리넥동ㄴ
- 2018년 3H 스마트 지압침대 더블
- 2018년 셀트리온 포피네
- 2018년 현대자동차그룹
- 2018년 남양유업 맛있는우유 GT
- 2019년 롯데칠성음료 게토레이

## 가족
- 아버지 : 이길남 - 1949년생
- 어머니 : 김명자 - 1949년생
- 배우자 이수진 
 (슬하 1남 4녀)
  - 첫째 쌍둥이 : 이재시(첫째), 이재아[44](둘째) - 2007년 8월 14일생
  - 둘째 쌍둥이 : 이설아(셋째), 이수아(넷째) - 2013년 7월 18일생
  - 막내 : 이시안 - 2014년 11월 14일생

## 학력
- 포항제철동초등학교
- 포항제철중학교 (졸업)
- 포항제철공업고등학교 (졸업)
- 위덕대학교 (사회과학과 / 학사)

## 같이 보기
- A매치 100경기 이상 출전한 축구 선수 명단